# Hamburgefonts

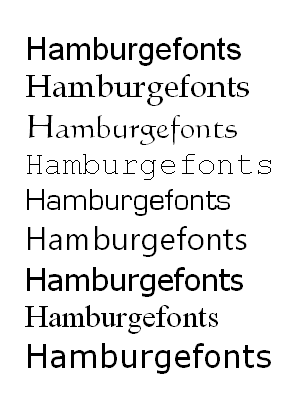
Hamburgefonts in verschiedenen Schriftarten

Das Wort Hamburgefonts ist ein Blindtext, der sich zur Beurteilung der Gestaltung und der Anmutung von Schriftarten eignet. Das Wort enthält alle wesentlichen Buchstabenformen des lateinischen Alphabets, zum Beispiel runde und eckige Formen, schmale (r, f, t) und breitere Buchstaben. Hamburgefonts gibt damit auf engstem Raum einen Eindruck, der Charakter der jeweiligen Schriftart ist schnell zu erkennen.

## Varianten
Neben Hamburgefonts wurden auch die Varianten Hamburgefons, Hamburgefonstiv und Hamburgefönstiv verwendet. Man erkennt an ihnen, dass das Blindtext-Wort bedeutungslos ist und nichts mit Fonts zu tun hat.
Im englischen Sprachraum ist vorwiegend die Variante Hamburgevons gängig, neben anderen Testwörtern wie Rafgenduks und Handgloves.

## Hintergrund
Bei der Präsentation von Schriftarten werden Schriftmuster benötigt. Nur anhand von Beispieltext können die Lesbarkeit und die Anmutung von Schriftarten beurteilt werden. Üblicherweise wird dafür Blindtext verwendet. Der kurze Blindtext Hamburgefonts entstand in einer Zeit, als Schriften noch weitgehend von Grafikdesignern (Typographen), Druckereien und zum Teil auch von Werbeagenturen gestaltet wurden. Die Schriftenhersteller gaben Kataloge der bei ihnen erhältlichen Schriften mit Schriftproben heraus. Als Schriftprobe diente oftmals das Testwort Hamburgefons (oder eine Variante) in verschiedenen Schriftschnitten.

## HillimillihirtzheftpflasterEntferner
Zum Vergleich der Laufweiten von Schriftarten diente das kuriose Phantasiewort HillimillihirtzheftpflasterEntferner, das in verschiedenen Schriftenkatalogen erschien. Ursprünglich war es zur Feineinstellung des diatype-Schriftsatzgeräts abgesetzt und vermessen worden.